# КК АЛБА Берлин
КК АЛБА Берлин (енгл. Alba Berlin) немачки је кошаркашки клуб из Берлина. У сезони 2023/24. такмичи се у Бундеслиги Немачке и у ФИБА Лиги шампиона.

## Историја
Клуб је основан 1989. као Шарлотенбург (Charlottenburg), али је 1991. потписан спонзорски уговор са компанијом за управљање отпадом Алба АГ, те је име промењено у АЛБА.
Године 1995. АЛБА постаје први немачки кошаркашки клуб који је освојио једно европско такмичење када је у финалу Купа Радивоја Кораћа побеђена Олимпија из Милана. АЛБА је од 1997. до 2003. освојила седам узастопних титула првака Немачке, а 2008. на свој конто додала је још једну. Десет пута су били освајачи Купа Немачке, а у три наврата тријумфовали су у Суперкупу.

## Успеси

### Национални
- Првенство Немачке:
  - Првак (11): 1997, 1998, 1999, 2000, 2001, 2002, 2003, 2008, 2020, 2021, 2022.
  - Вицепрвак (9): 1992, 1995, 1996, 2006, 2011, 2014, 2018, 2019, 2024.

- Куп Немачке:
  - Победник (11): 1997, 1999, 2002, 2003, 2006, 2009, 2013, 2014, 2016, 2020, 2022.
  - Финалиста (4): 2000, 2018, 2019, 2021.

- Суперкуп Немачке:
  - Победник (3): 2008, 2013, 2014.
  - Финалиста (1): 2006.

### Међународни
- Куп Радивоја Кораћа:
  - Победник (1): 1995.

- Еврокуп:
  - Финалиста (2): 2010, 2019.

## Учинак у претходним сезонама
| Сез.     | Првенство Немачке | Куп Немачке  | Европско такмичење       |
| -------- | ----------------- | ------------ | ------------------------ |
| 2005/06. | Вицепрвак         | Победник     | УЛЕБ куп — Топ 24        |
| 2006/07. | Четвртфинале ПО   | —            | УЛЕБ куп — Осмина финала |
| 2007/08. | Првак             | Полуфинале   | УЛЕБ куп -— Топ 54       |
| 2008/09. | Полуфинале ПО     | Победник     | Евролига — Топ 16        |
| 2009/10. | Четвртфинале ПО   | Четвртфинале | Еврокуп — Финалиста      |
| 2010/11. | Вицепрвак         | Четвртфинале | Еврокуп — Топ 16         |
| 2011/12. | Четвртфинале ПО   | Четвртфинале | Еврокуп — Топ 16         |
| 2012/13. | Четвртфинале ПО   | Победник     | Евролига — Топ 16        |
| 2013/14. | Вицепрвак         | Победник     | Еврокуп — Четвртфинале   |
| 2014/15. | Полуфинале ПО     | Полуфинале   | Евролига — Топ 16        |
| 2015/16. | Четвртфинале ПО   | Победник     | Еврокуп — Осмина финала  |
| 2016/17. | Четвртфинале ПО   | Полуфинале   | Еврокуп — Топ 16         |
| 2017/18. | Вицепрвак         | Финалиста    | Еврокуп — Топ 16         |
| 2018/19. | Вицепрвак         | Финалиста    | Еврокуп — Финалиста      |
| 2019/20. | Првак             | Победник     | Евролига (прекинуто)     |
| 2020/21. | Првак             | Финалиста    | Евролига — 15. место     |
| 2021/22. | Првак             | Победник     | Евролига — 10. место     |
| 2022/23. | Четвртфинале ПО   | Полуфинале   | Евролига — 16. место     |
| 2023/24. | Вицепрвак         | Полуфинале   | Евролига — 18. место     |

## Познатији играчи
| - Вуле Авдаловић - Марко Банић - Боби Браун - Демонд Грин - Тадија Драгићевић - Нихад Ђедовић - Јан Хендрик Јагла - Горан Јеретин - Дејан Котуровић - Дејвид Логан - Марко Мариновић - Џамел Маклин | - Драган Милосављевић - Емир Мутапчић - Горан Николић - Саша Обрадовић - Зоран Радовић - Леон Радошевић - Мирослав Радуљица - Александар Рашић - Реџи Рединг - Брајан Рендл - Алекс Ренфро - Тејлор Рочести | - Благота Секулић - Марко Симоновић - Урош Слокар - Јово Станојевић - Војдан Стојановски - Дижон Томпсон - Али Траоре - Штефен Хаман - Клифорд Хамондс - Ненад Чанак - Хајко Шафарцик - Лука Штајгер |

## Тренери
- Фарук Куленовић (1991—1993)
- Светислав Пешић (1993—2000)
- Емир Мутапчић (2000—2005)
- Хенрик Редл (2005—2007)
- Лука Павићевић (2007—2011)
- Мули Кацурин (2011—2012)
- Саша Обрадовић (2012—2016)